# Kaj Englund
Kaj Gustaf Georg Englund, född 13 mars 1905 i Uleåborg, död 20 juni 1976 i Helsingfors, var en finländsk arkitekt. Han var bror till Dag och Einar Englund. 

## Biografi
Englund blev student 1923 och avlade arkitektexamen vid Tekniska högskolan i Helsingfors 1931. Han var lärare i stillära och ornamentritning vid Centralskolan för konstflit 1930–1936 och praktiserande arkitekt från 1932 i Helsingfors. Efter anställning vid nickelgruvorna i Petsamo 1936–1938, verkade Englund som arkitekt vid socialministeriet 1939–1945 och var därefter chef för Finlands Arkitektförbunds standardiseringsinstitut till 1949. 
Englund startade egen arkitektverksamhet 1944 och ägnade sig främst åt bostadsområden bland annat i Helsingfors, Jakobstad, Kaukas, Kemi, Torneå och Vasa Han var speciellt inriktad på social bostadsproduktion; typhus för egnahem, skolbyggnader, kommunalbyggnader, stadsplaner och affärshus. Han tilldelade pris i talrika tävlingar 1932–1953, bland annat Helsingfors universitet, Helsingfors centrumplan, universitetsinstitutioner, Runsala stadsplan, bostadsreformtävling 1953 och typer för folkskolor.